# Pinglong Shuiku
Pinglong Shuiku (kinesiska: 平龙水库) är en reservoar i Kina. Den ligger i den autonoma regionen Guangxi, i den södra delen av landet, omkring 120 kilometer öster om regionhuvudstaden Nanning. Pinglong Shuiku ligger 89 meter över havet. Arean är 9,0 kvadratkilometer. I omgivningarna runt Pinglong Shuiku växer i huvudsak städsegrön lövskog. Den sträcker sig 7,2 kilometer i nord-sydlig riktning, och 4,1 kilometer i öst-västlig riktning.
Genomsnittlig årsnederbörd är 2 090 millimeter. Den regnigaste månaden är juni, med i genomsnitt 346 mm nederbörd, och den torraste är januari, med 46 mm nederbörd.